# Melle van Gemerden
Melle van Gemerden (Amsterdam, 9 mei 1979) is een voormalig Nederlands proftennisser. Hij kreeg van de Nederlandse sportpers vanwege zijn opvliegende karakter tijdens wedstrijden de bijnaam Mad Melle, speelde in het Nederlandse Daviscup team en bereikte in 2006 de eerste positie op de Nederlandse enkelspellijst en zijn hoogste positie op de ATP-wereldranglijst in juni 2006 was de 100e plek.

## Loopbaan
Van Gemerden speelde op alle grandslamtoernooien en was ook een Davis Cup-vertegenwoordiger van het Nederlandse team. Hij was de nr. 1 speler in Nederland en bereikte de nr.100 op de ATP-wereldranglijst enkelspel juni 2006.
Hij markeerde het begin van zijn carrière in 1997, met de titel Nederlands Jeugdkampioen onder de 18, binnen en buiten. In 1998-1999 maakte hij deel uit van Jong Oranje - een gewaardeerd contract door de KNLTB tot meest bedreven jeugdspelers in Nederland. Tijdens een Mauritius Challenger, eind december 2004 werd hij positief getest op een metaboliet van cannabis of tetrahydrocannabinol (THC). Terwijl het ATP tribunaal had aanvaard dat Van Gemerden een strafbaar dopingfeit had gepleegd onder de regels van het Tennis Anti-Doping Programma met uitzonderlijke omstandigheden; het gebruik van cannabis, in dat geval werd bepaald, niet voor prestatiebevorderende redenen te zijn, was hij genoodzaakt zijn prijzengeld US$ 2.950 en de gewonnen ATP-punten van het Mauritius Challengertoernooi in te leveren. Hoewel hij na de bekendmaking meteen terug mocht keren op de tour in afwachting van zijn uitspraak, zat Van Gemerden vrijwillig zijn twee maanden schorsing uit. En kwam daarna, in juli 2005 terug en, versloeg hij Kristof Vliegen in de finale van het ATP Challenger toernooi in Scheveningen.
Van Gemerden speelde voor het Nederlandse Davis Cup-team van 2004-2006. Hij nam het in 2005 op tegen Slowakije tijdens de kwartfinales Davis Cup World Group en verscheen zowel in het dubbelspel, met Paul Haarhuis, en in het enkelspel tegen Michal Mertiňák. Hij verloor twee van die wedstrijden en was ook niet in staat om een overwinning in de andere twee Davis Cup-wedstrijden van zijn carrière te registreren, singles rubbers tegen de Russen Nikolaj Davydenko en Dmitri Toersoenov in 2006.
Tijdens de Australian Open van 2005 maakte Van Gemerden zijn debuut op een grandslamtoernooi, waar hij in de eerste ronde verloor van de als 31ste geplaatste Juan Carlos Ferrero, die hij in vier sets verloor. In datzelfde jaar was hij kwartfinalist tijdens het ATP-toernooi van Amersfoort 2005, door o.a. de nummer nummer 46 van de wereld, Christophe Rochus, te verslaan. In 2006 nam hij deel aan zowel Roland Garros als Wimbledon. Op Roland Garros verloor hij in de openingsronde van Juan Mónaco, maar hij bereikte de tweede ronde van Wimbledon door Josh Goodall te kloppen, voordat hij verslagen werd door Mardy Fish. Van Gemerden nam deel aan het US Open in 2008, waar hij verslagen werd door Jean Yves Aubone in de eerste ronde.

## Na zijn actieve sportcarrière
Melle van Gemerden onderging twee rugoperaties na zijn debuut op Wimbledon, in 2006. Deze gebeurtenissen betekenden het einde van Van Gemerdens professionele tenniscarrière als een speler. Vervolgens, in 2008 tot 2010, begon hij als professioneel ‘hittingpartner’ van Ana Ivanović, gecoacht door Sven Groeneveld; Fernando Verdasco, gecoacht door Sven Groeneveld, Sorana Cîrstea, gecoacht door Rodrigo Nascimento.   
Van Gemerden was professioneel tenniscoach van 2013 tot november 2015 voor Thiemo de Bakker. In  2018, voor 5 maanden, Christian Lerby, en daarna, van januari 2019 tot februari 2020, als freelance reiscoach voor kindertalenten van de KNLBT. Tegenwoordig is hij actief als beeldend kunstenaar die schilderijen maakt beïnvloed door zijn levenservaringen op de tennisbanen.

## Prestatietabel
| Legenda | Legenda                          |
| ------- | -------------------------------- |
| g.t.    | geen toernooi gehouden           |
| l.c.    | lagere categorie                 |
| –       | niet deelgenomen                 |
| G       | uitgeschakeld in de groepsfase   |
| 1R      | uitgeschakeld in de eerste ronde |
| 2R      | uitgeschakeld in de tweede ronde |
| 3R      | uitgeschakeld in de derde ronde  |
| 4R      | uitgeschakeld in de vierde ronde |
| KF      | uitgeschakeld in de kwartfinale  |
| HF      | uitgeschakeld in de halve finale |
| F       | de finale verloren               |
| W       | het toernooi gewonnen            |
| w-v     | winst/verlies-balans             |

### Prestatietabel grand slam, enkelspel
| Toernooi        | 2005 | 2006 |
| --------------- | ---- | ---- |
| Australian Open | 1R   | –    |
| Roland Garros   | –    | 1R   |
| Wimbledon       | –    | 2R   |
| US Open         | –    | –    |

### Prestatietabel grand slam, dubbelspel
Van Gemerden speelde in het dubbelspel nog nooit op een grand slam.